# Volo Aer Lingus 164
Il volo Aer Lingus 164 era un volo di linea operato da un Boeing 737 dirottato il 2 maggio 1981, in rotta dall'aeroporto di Dublino in Irlanda all'aeroporto di Londra-Heathrow nel Regno Unito.

## Sinossi
Durante l'avvicinamento a Heathrow, circa cinque minuti prima dell'atterraggio del volo, un australiano di 55 anni di nome Laurence James Downey si diresse in bagno e si cosparse di benzina. Quindi andò in cabina di pilotaggio e chiese che l'aereo continuasse per l'aeroporto Le Touquet - Côte d'Opale in Francia, e che vi si rifornisse di carburante per un volo a Teheran, in Iran. Dopo l'atterraggio a Le Touquet, Downey richiese inoltre la pubblicazione sulla stampa irlandese di una dichiarazione di nove pagine che fece lanciare al comandante dal finestrino della cabina di pilotaggio.

## Situazione di stallo
Dopo otto ore di stallo (durante le quali Downey rilasciò 11 dei suoi 112 ostaggi), le forze speciali francesi presero d'assalto l'aereo e catturarono l'australiano. Non sono stati sparati colpi e nessuno rimase ferito. È emerso che Downey era ricercato dalla polizia a Perth, in Australia, in relazione a un incidente di frode fondiaria da 70000 $, ed era ricercato anche a Shannon, in Irlanda, per presunta aggressione. Nel febbraio 1983 fu condannato, a Saint-Omer, a cinque anni di reclusione per pirateria aerea.

## Il dirottatore
Nella sua dichiarazione, Downey affermava di essere stato un monaco trappista presso l'Abbazia di Tre Fontane negli anni '50 (fatto successivamente confermato dai funzionari del monastero) prima di essere espulso dall'ordine per aver preso a pugni in faccia un superiore. In seguito prese lavoro come guida turistica nel Portogallo centrale, in un santuario dedicato a Nostra Signora di Fatima, che si dice fosse apparsa davanti a tre bambini e abbia condiviso con loro tre segreti. Al momento del dirottamento il terzo segreto era noto solo al Papa e ad altre figure di spicco della Chiesa cattolica; la dichiarazione di Downey invitava il Vaticano a divulgare questo segreto al pubblico.